# Abell 1656

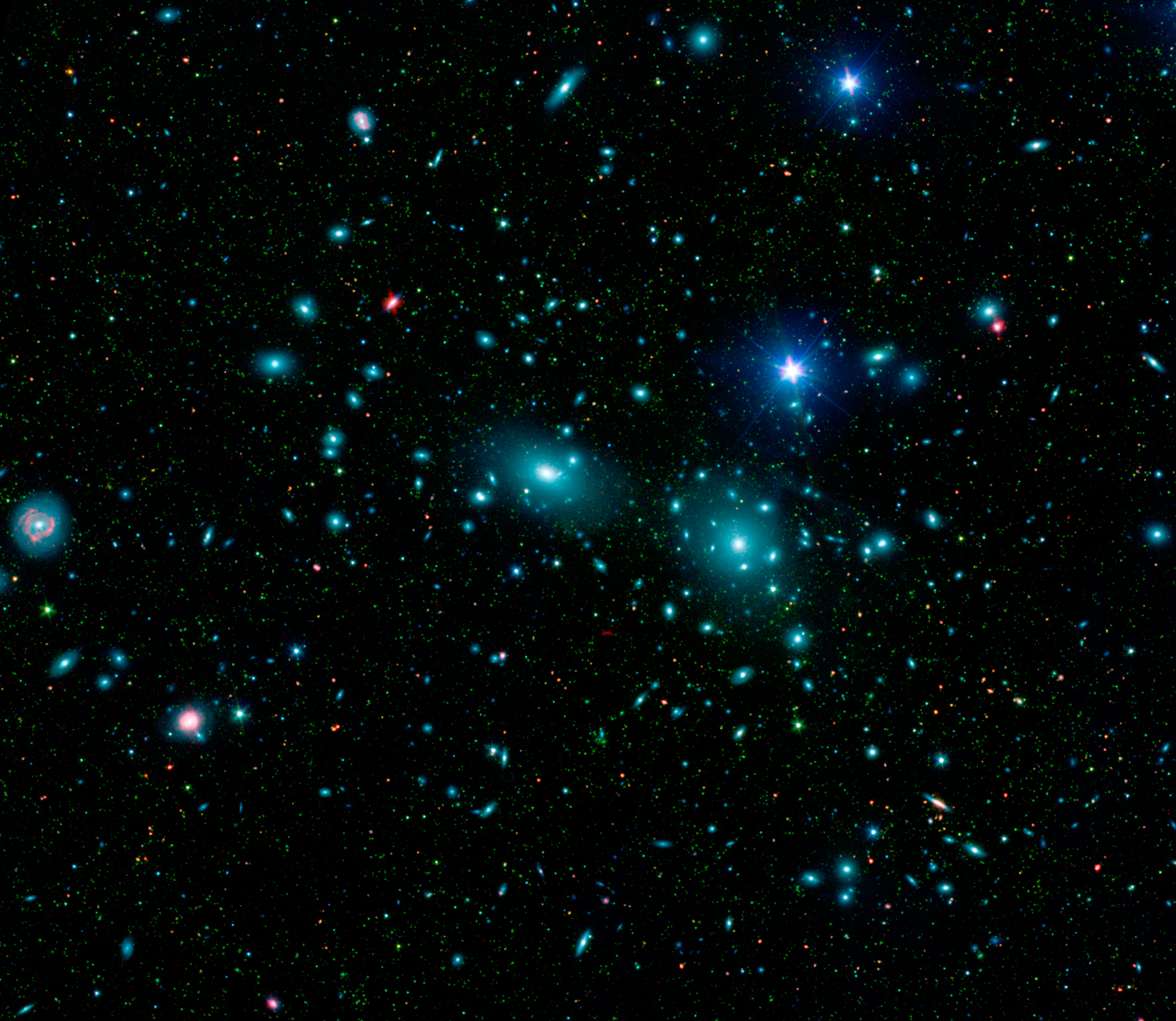
Zdjęcie gromady Abell 1656 wykonane w podczerwieni i świetle widzialnym

Abell 1656 (Gromada Warkocza Bereniki lub Gromada Coma) – gromada galaktyk znajdująca się w konstelacji Warkocza Bereniki w odległości około 320 mln lat świetlnych od Ziemi.
Abell 1656 jest jedną z najgęstszych spośród wszystkich znanych gromad. Zawiera ona tysiące galaktyk. W porównaniu z innymi gromadami znajduje się stosunkowo blisko. Jest to również ogromna gromada rozciągająca się w przestrzeni przez miliony lat świetlnych. Większość galaktyk należących do Abell 1656 to galaktyki eliptyczne, w odróżnieniu od samotnych galaktyk, które głównie stanowią galaktyki spiralne. Jako źródło emisji promieniowania rentgenowskiego gromady Abell 1656 w dalszym ciągu jest jeszcze badana.
Do największych członków tej grupy galaktyk zaliczamy: NGC 4874, NGC 4884 (NGC 4889), NGC 4860 i NGC 4858.
Abell 1656 jest obok gromady w Lwie (Abell 1367) głównym składnikiem Supergromady w Warkoczu.